# ماینور اینترنشنال
ماینور اینترنشنال (انگلیسی: Minor International) شرکت مهمان‌نوازی تایلندی است، که در سال ۱۹۷۸ تأسیس شد.